# سوكيو ماهيكاري
السوكيو ماهيكاري هو واحد من أهم فروع ديانة الماهيكاري وهي ديانة يابانية جديدة شينشوكيو؛ وقد تم إنشائها في يونيو سنة 1978 في اليابان من طرف كيشو أوكادا وهي ابنة يوشيكازو أوكادا مؤسس ديانة الماهيكاري. يوجد المقر الرئيسي للسوكيو ماهيكاري بمدينة تاكاياما بمحافظة جيفو باليابان كما يوجد لها عدة مقرات فرعية في العديد من دول العالم.
من أهداف هذه المنظمة التي صرحت بها هي إنشاء سماء روحاني يقابل الحضارة الموجودة على الأرض على حسب قولهم.أنها سوف تكتسب الصحة والسلام والثروة.

## اوميتاما
بأخذ ثلاثة أيام بين التدريب، سوف تتلقى اوميتاما.عندما يكون لديك اوميتاما، يمكنك إعطاء الضوء لله للآخرين.ثم أنهم سوف يجتمع الغموض، وسوف تتعرف على أن الله موجود.عندما تكون أكثر من 10 سنة، يمكن أن تتلقى اوميتاما.

## انتشار السوكيو ماهيكاري
يبلغ عدد أتباع السوكيو ماهيكاري في العالم بين 150 ألف إلى مليون حسب مختلف التقديرات ويتواجد العدد الأكبر منهم في اليابان كما أن لهم تواجد في عدد من الدول عبر العالم.
- فرنسا : 15000
- أستراليا : 2000
- الولايات المتحدة : 1000
- سويسرا : 350
- كندا : 300
- هونغ كونغ : 100
- نيوزيلندا : 100